# Модерна галерия
Модерната галерия (на словенски: Moderna galerija) в Любляна, Словения, е централният музей и галерия на Словения за модерно изкуство, в които са изложени произведения на словенското изкуство от ХХ и ХХI век.

## История
Модерната галерия е създадена с указ на правителството на Народна република Словения на 30 декември 1947 г. и официално е отворена за обществеността на 3 януари 1948 г.  Съхранява постоянна колекция от словенско изкуство от XXI век, както и изкуство от чуждестранни художници. Централната ѝ сграда е проектирана от Едвард Равникар и е построена през 1948 г. В допълнение Модерната галерия действа като място за дебати, документация, образование, изследване и проучване, увеличавайки присъствието на изкуството за широката публика.
На 26 ноември 2011 г. галерията e разширена с Музея за съвременно изкуство на ул. „Метелкова“.